# Sicko
Sicko (of SiCKO) is een documentaire van regisseur Michael Moore. De film kwam uit in de VS en Canada op 29 juni 2007, en gaat over de gezondheidszorg in de Verenigde Staten, vooral over de werkwijze van grote ziektekostenverzekeraars. De film vergelijkt deze met landen waar de gezondheidszorg breed toegankelijk is. Er wordt gesteld dat dit laatste model beter is omdat het Amerikaanse systeem bedoeld is maximale winst te verzekeren door de zorg aan de patiënten te verminderen.
De film was geselecteerd voor het Festival van Cannes in 2007.

## Ontvangst
In de VS kreeg de film overwegend positieve kritieken, waaronder een score van 93% op Rotten Tomatoes en 8,1 op IMDb. Commentaar van critici varieerde van zeer positief tot zeer negatief omwille van de politieke stellingname.
Sicko haalde 4,5 miljoen dollar aan recettes tijdens het openingweekend.